# BIPA-Odesa
BIPA-Odesa (ukr. Баскетбольний клуб «БІПА-Одеса», Basketbolnyj Kłub "BIPA-Odesa") – ukraiński klub koszykarski, mający siedzibę w mieście Odessa. 

## Historia
Chronologia nazw:
- 2015: OBK BIPA Odessa (ukr. ОБК «БІПА» Одеса)
- 2017: BK BIPA-Odesa (ukr. БК «БІПА-Одеса»)
- 2018: klub rozwiązano - po połączeniu z BK Dynamo Odessa

Klub koszykarski BIPA Odessa został założony w Odessie w 2015 roku. W sezonie 2015/16 mistrzostwa Ukrainy ponownie rozgrywane są w dwóch osobnych ligach, w podporządkowanej FBU - SL Favorit Sport oraz w UBL. BIPA-Odesa startowała w SL Favorit Sport, w której zajęła 7.miejsce. W równoległej lidze UBL występował inny odeski klub BK Odesa. Po zakończeniu sezonu 2015/16 BK Odesa został rozwiązany, a w Superlidze grała dalej BIPA-Odesa. W sezonie 2016/17 zespół zajął 5.miejsce. W następnym sezonie 2017/18 w Superlidze uplasował się na 6.pozycji. W 2018 również inny odeski zespół BK Dynamo Odessa, który powstał w 2017 roku, zwyciężył w Wyższej Lidze Ukrainy i awansował do Superligi.
Jeszcze w grudniu 2017 z powodu problemów finansowych klub połączył się z BK Dynamem Odessa. Pierwszy zespół nadal kontynuował występy w Superlidze. Po awansie Dynama do Superligi oba zespoły zostały połączone, a 1 września 2018 przyjął nazwę BK Odessa.

## Sukcesy
- 5.miejsce Mistrzostw Ukrainy: 2017
- półfinalista Pucharu Ukrainy: 2017, 2018

## Koszykarze i trenerzy klubu

### Trenerzy
- 2015–2018:  Wadym Pudzyrej

## Struktura klubu

### Hala
Klub koszykarski rozgrywa swoje mecze domowe w hali Uniwersalnego Kompleksu Sportowego Odessa w Odessie, który może pomieścić 1100 widzów.